# Hotell Portofino
Hotell Portofino (engelska: Hotel Portofino) är en brittisk dramaserie vars första säsong hade premiär den 27 januari 2022. Första säsongen bestod av sex avsnitt. Seriens andra säsong som också bestod av sex avsnitt hade premiär den 17 mars 2023. Serien har blivit förnyad med en tredje säsong. Serien är skapad av Matt Baker som också skrivit seriens manus.

## Handling
Serien utspelar sig på den italienska rivieran sommaren 1926, och kretsar kring Bella Ainsworth som äger och driver det nyöppnade hotellet Portofino. Med svårflörtade gäster och ont om resurser är det lättare sagt än gjort.

## Rollista i urval
- Natascha McElhone - Bella Ainsworth
- Lucy Akhurst - Julia Drummond-Ward
- Louisa Binder - Constance March
- Elizabeth Carling - Betty Scanlon
- Oliver Dench - Lucian Ainsworth
- Pasquale Esposito - Signor Vincenzo Danioni
- Rocco Fasano - Gianluca Bruzzone
- Lily Frazer - Claudine Pascal
- Louis Healy - Billy Scanlon
- Adam James - Jack Turner
- Imogen King - Melissa de Vere
- Olivia Morris - Alice Mays-Smith
- Daniele Pecci - Count Carlo Albani
- Lorenzo Richelmy - Roberto Albani
- Claude Scott-Mitchell - Rose Drummond-Ward
- Mark Umbers - Cecil Ainsworth
- Assad Zaman - Dr Anish Sengupta
- Anna Chancellor - Lady Latchmere